# Straight Edge as Fuck Part II
Straight Edge as Fuck Part II es un álbum de compilación del sello sueco Desperate Fight Records, publicado en 1995.

## Listado de canciones
1. Shield – Kaleidoscope
2. Doughnuts – The Demon And The Desert
3. Situation – Hatchet
4. Abhinanda – All Of Us
5. Aim – Another Friday Night
6. Eclipse – Impasse Of Lies
7. Final Exit – Sing Along
8. Refused – Cheap...
9. Reason For Anger – Function?
10. Separation – When The Day Comes
11. Purusam – Oceans